# Hagéville
Hagéville (a.ʒe.vilⓘ) es una población y comuna francesa, en la región de Lorena, departamento de Meurthe y Mosela, en el distrito de Briey y cantón de Chambley-Bussières.

## Demografía
| 120 | 126 | 109 | 110 | 94 | 85 |
| Para los censos de 1962 a 1999 la población legal corresponde a la población sin duplicidades (Fuente: INSEE [Consultar]) |     |     |     |    |    |